# Prinsuéjols-Malbouzon
Prinsuéjols-Malbouzon é uma comuna francesa na região administrativa da Occitânia, no departamento de Lozère. Estende-se por uma área de 57.22 km², e possui 272 habitantes, segundo o censo de 2018, com uma densidade de 4.8 hab/km².
Foi criada, em 1 de janeiro de 2017, a partir da fusão das antigas comunas de Malbouzon e Prinsuéjols.